# Robert D. Schaldach
Robert D. Schaldach est un astronome américain.
Le Centre des planètes mineures le crédite de la decouverte de l'astéroïde (6277) Siok, effectuée le 24 août 1949, avec la collaboration de Henry Lee Giclas.
Il a également codécouvert avec Pelagueïa Chaïne la comète périodique 61P/Chaïne-Schaldach.